# Aéroport de Gjoa Haven
L'aéroport de Gjoa Haven (code IATA : YHK • code OACI : CYHK) est un aéroport situé au Nunavut, au Canada. Il est situé à 2,8 km (1,7 mi) au sud-ouest de Gjoa Haven et il est exploité par le gouvernement du Nunavut.
L’aéroport est un bâtiment de plain-pied. La piste et les voies de circulation sont en gravier ou en terre.

## Compagnies et destinations
| Compagnies     | Destinations                                              |
| -------------- | --------------------------------------------------------- |
| Canadian North | Cambridge Bay, Kugaaruk, Kugluktuk, Taloyoak, Yellowknife |